# Елізбар Одікадзе
Елізбар Одіка́дзе (груз. ელიზბარ ოდიკაძე; нар. 14 червня 1989, смт Знаур, Південноосетинська автономна область, Грузинська РСР) — грузинський борець вільного стилю, бронзовий призер чемпіонату світу, п'ятиразовий бронзовий призер чемпіонатів Європи, срібний та бронзовий призер Європейських ігор, володар та бронзовий призер Кубків світу, учасник Олімпійських ігор.

## Біографія
Боротьбою почав займатися з 2000 року. Виступає за спортивний клуб «Динамо» з Тбілісі.

## Спортивні результати на міжнародних змаганнях

### Виступи на Олімпіадах
| Змагання                    | Збірна | Вагова категорія          | Місце |
| --------------------------- | ------ | ------------------------- | ----- |
| Літні Олімпійські ігри 2016 | Грузія | вільна боротьба, до 97 кг | 5     |

### Виступи на Чемпіонатах світу
| Змагання                        | Збірна | Вагова категорія          | Місце  |
| ------------------------------- | ------ | ------------------------- | ------ |
| Чемпіонат світу з боротьби 2014 | Грузія | вільна боротьба, до 97 кг | 5      |
| Чемпіонат світу з боротьби 2015 | Грузія | вільна боротьба, до 97 кг | 5      |
| Чемпіонат світу з боротьби 2017 | Грузія | вільна боротьба, до 97 кг | 5      |
| Чемпіонат світу з боротьби 2018 | Грузія | вільна боротьба, до 97 кг | Бронза |
| Чемпіонат світу з боротьби 2019 | Грузія | вільна боротьба, до 97 кг | 5      |

### Виступи на Чемпіонатах Європи
| Змагання                         | Збірна | Вагова категорія          | Місце  |
| -------------------------------- | ------ | ------------------------- | ------ |
| Чемпіонат Європи з боротьби 2013 | Грузія | вільна боротьба, до 96 кг | 10     |
| Чемпіонат Європи з боротьби 2016 | Грузія | вільна боротьба, до 97 кг | Бронза |
| Чемпіонат Європи з боротьби 2017 | Грузія | вільна боротьба, до 97 кг | Бронза |
| Чемпіонат Європи з боротьби 2018 | Грузія | вільна боротьба, до 97 кг | Бронза |
| Чемпіонат Європи з боротьби 2019 | Грузія | вільна боротьба, до 97 кг | Бронза |
| Чемпіонат Європи з боротьби 2020 | Грузія | вільна боротьба, до 97 кг | Бронза |

### Виступи на Європейських іграх
| Змагання              | Збірна | Вагова категорія          | Місце  |
| --------------------- | ------ | ------------------------- | ------ |
| Європейські ігри 2015 | Грузія | вільна боротьба, до 97 кг | Срібло |
| Європейські ігри 2019 | Грузія | вільна боротьба, до 97 кг | Бронза |

### Виступи на Кубках світу
| Змагання                    | Збірна | Вагова категорія          | Місце  |
| --------------------------- | ------ | ------------------------- | ------ |
| Кубок світу з боротьби 2012 | Грузія | вільна боротьба, до 96 кг | Золото |
| Кубок світу з боротьби 2016 | Грузія | вільна боротьба, до 97 кг | Бронза |

### Виступи на інших змаганнях
| Змагання                                     | Збірна | Вагова категорія              | Місце  |
| -------------------------------------------- | ------ | ----------------------------- | ------ |
| Турнір Г. Картозія і В. Балавадзе 2011       | Грузія | вільна боротьба, до 96 кг     | Срібло |
| Золотий Гран-прі з боротьби 2011 (Баку)      | Грузія | вільна боротьба, до 96 кг     | Срібло |
| Меморіал Вацлава Циолковського 2011          | Грузія | вільна боротьба, до 96 кг     | Бронза |
| Київський Міжнародний турнір з боротьби 2012 | Грузія | вільна боротьба, до 96 кг     | Бронза |
| Золотий Гран-прі з боротьби 2012 (Тегеран)   | Грузія | вільна боротьба, до 96 кг     | Срібло |
| Золотий Гран-прі з боротьби 2012 (Баку)      | Грузія | вільна боротьба, до 96 кг     | Золото |
| Інтерконтінентальний кубок з боротьби 2012   | Грузія | вільна боротьба, до 96 кг     | Срібло |
| Турнір Яшара Догу 2013                       | Грузія | вільна боротьба, до 96 кг     | Золото |
| Турнір Дмитра Коркіна 2013                   | Грузія | вільна боротьба, до 96 кг     | Бронза |
| Вогні Москви 2013                            | Грузія | вільна боротьба, до 96 кг     | Срібло |
| Золотий Гран-прі з боротьби 2013 (Баку)      | Грузія | вільна боротьба, до 120 кг    | 8      |
| Турнір Степана Саргісяна 2014                | Грузія | вільна боротьба, до 97 кг     | Золото |
| Меморіал Вацлава Циолковського 2014          | Грузія | вільна боротьба, до 97 кг     | Золото |
| Кубок Тахті 2015                             | Грузія | вільна боротьба, до 97 кг     | Золото |
| Турнір Олександра Медведя 2015               | Грузія | вільна боротьба, до 97 кг     | 8      |
| Меморіал Вацлава Циолковського 2015          | Грузія | вільна боротьба, до 97 кг     | Срібло |
| Кубок Алроси 2015                            | Грузія | вільна боротьба, до 97 кг     | Бронза |
| Золотий Гран-прі з боротьби 2015             | Грузія | вільна боротьба, до 97 кг     | Золото |
| Pro Wrestling League 2015                    | Грузія | команда                       | Золото |
| Турнір Олександра Медведя 2016               | Грузія | вільна боротьба, до 97 кг     | Бронза |
| Кубок Європейських націй з боротьби 2016     | Грузія | команда                       | Золото |
| Золотий Гран-прі з боротьби 2016             | Грузія | вільна боротьба, до 97 кг     | 9      |
| Клубний чемпіонат світу з боротьби 2016      | Грузія | команда                       | 5      |
| Pro Wrestling League 2017                    | Грузія | команда                       | 4      |
| Меморіал Вацлава Циолковського 2017          | Грузія | вільна боротьба, до 97 кг     | Бронза |
| Турнір Дана Колова — Николи Петрова 2018     | Грузія | вільна боротьба, до 97 кг     | 11     |
| Турнір Г. Картозія і В. Балавадзе 2018       | Грузія | вільна боротьба, до 97 кг     | Золото |
| Меморіал Вацлава Циолковського 2018          | Грузія | вільна боротьба, до 97 кг     | Золото |
| Турнір Аланії з боротьби 2018                | Грузія | вільна боротьба, до 97 кг     | 9      |
| Київський Міжнародний турнір з боротьби 2019 | Грузія | вільна боротьба, до 97 кг     | Срібло |
| Кубок Алроси 2019                            | Грузія | Multiple Style Event, F125    | Срібло |
| Кубок Алроси 2019                            | Грузія | Multiple Style Event, команда | Срібло |
| Турнір Аланії з боротьби 2019                | Грузія | вільна боротьба, до 97 кг     | Бронза |

### Виступи на змаганнях молодших вікових груп
| Змагання                                       | Збірна | Вагова категорія          | Місце |
| ---------------------------------------------- | ------ | ------------------------- | ----- |
| Чемпіонат Європи з боротьби серед юніорів 2009 | Грузія | вільна боротьба, до 96 кг | 11    |